# صبحي شحاته
صبحي شحاته (1965-) هو كاتب مصري، ولد في القاهرة، له عدة مؤلفات أدبية روائية وقصصية، حصل على جائزة سوزان مبارك لأدب الطفل عام 2002، وجائزة أحسن كتاب للأطفال في معرض القاهرة الدولي للكتاب عام 2018.

## مؤلفات
صدرت له عدة أعمال أدبية، منها:
- الضحك: رواية، دار فكرة للنشر والتوزيع، 1 سبتمبر 2008، عدد الصفحات: 99.[2]
- اللعب: رواية، 2012.
- الظلال، رواية، 2015.
- عصفور الماء، مكتبة الأسرة، 2015، عدد الصفحات: 37.[3]
- الحب، رواية، دار بدائل للطبع والنشر والتوزيع، 2018، عدد الصفحات: 235.[4]
- الضعف، رواية، 2018.
- كرة كبيرة سمينة، القاهرة، 2007.[5]
- رواية سوق القصص   2025   دار كينا للترجمة والنشر

للأطفال:
- كتاب الحكايات الجميلة، قصص، الهيئة المصرية العامة للكتاب، 2006.
- "بيت مملوء بالفراشات"، قصص، الهيئة العامة لقصور الثقافة، 2014.
- "كنوز السماء"، قصة طويلة، الهيئة المصرية العامة للكتاب، 2018.

## جوائز
الجوائز التي نالها:
- جائزة سوزان مبارك لأدب الطفل عام 2002.
- جائزة أحسن كتاب للأطفال في معرض القاهرة الدولي للكتاب عام 2018.